# Hanover (Massachusetts)
Hanover – miasto w Stanach Zjednoczonych, w stanie Massachusetts, w hrabstwie Plymouth.